# Filippo Tesauro
Filippo Tesauro (né en 1260 à Naples, en Campanie, mort en 1320 dans cette même ville), est un peintre italien de l'école napolitaine, qui a été actif à la fin du XIIIe et au début du XIVe siècle.

## Biographie
Filippo Tesauro (1260 - 1320) a été un peintre italien de la pré-Renaissance, principalement actif à Naples. Il fut l'élève du peintre Tommaso di Stefano.
Maestro Simone fut son élève.
À Naples, il a peint  la Vita del beato Niccolò Eremita à Santa Restituta.

## Œuvres
- la Vita del beato Niccolò Eremita, église Santa Restituta, Naples.